# Івановка (Сорочинський міський округ)
Іва́новка (рос. Ивановка) — село у складі Сорочинського міського округу Оренбурзької області, Росія.

## Населення
Населення — 30 осіб (2010; 69 у 2002).
Національний склад (станом на 2002 рік):
- росіяни — 75 %